# Хенсли (Арканзас)
Хенсли (англ. Hensley, Arkansas) — статистически обособленная местность, расположенная в округе Пьюласки (штат Арканзас, США) с населением в 150 человек по статистическим данным переписи 2000 года.

## География
По данным Бюро переписи населения США статистически обособленная местность Хенсли имеет общую площадь в 2,59 квадратных километров, водных ресурсов в черте населённого пункта не имеется.
Статистически обособленная местность Хенсли расположена на высоте 79 метров над уровнем моря.

## Демография
По данным переписи населения 2000 года в Хенсли проживало 150 человек, 38 семей, насчитывалось 59 домашних хозяйств и 71 жилой дом. Средняя плотность населения составляла около 57,7 человек на один квадратный километр. Расовый состав Хенсли по данным переписи распределился следующим образом: 34,00 % белых, 64,67 % — чёрных или афроамериканцев, 1,33 % — представителей смешанных рас.
Из 59 домашних хозяйств в 23,7 % — воспитывали детей в возрасте до 18 лет, 39,0 % представляли собой совместно проживающие супружеские пары, в 20,3 % семей женщины проживали без мужей, 33,9 % не имели семей. 32,2 % от общего числа семей на момент переписи жили самостоятельно, при этом 15,3 % составили одинокие пожилые люди в возрасте 65 лет и старше. Средний размер домашнего хозяйства составил 2,54 человек, а средний размер семьи — 3,21 человек.
Население статистически обособленной местности по возрастному диапазону по данным переписи 2000 года распределилось следующим образом: 20,0 % — жители младше 18 лет, 8,7 % — между 18 и 24 годами, 32,0 % — от 25 до 44 лет, 22,7 % — от 45 до 64 лет и 16,7 % — в возрасте 65 лет и старше. Средний возраст жителей составил 40 лет. На каждые 100 женщин в Хенсли приходилось 87,5 мужчин, при этом на каждые сто женщин 18 лет и старше приходилось 87,5 мужчин также старше 18 лет.
Средний доход на одно домашнее хозяйство в статистически обособленной местности составил 26 607 долларов США, а средний доход на одну семью — 29 286 долларов. При этом мужчины имели средний доход в 15 417 долларов США в год против 21 875 долларов среднегодового дохода у женщин. Доход на душу населения в статистически обособленной местности составил 10 878 долларов в год. Все семьи Хенсли имели доход, превышающий уровень бедности, 21,2 % от всей численности населения находилось на момент переписи населения за чертой бедности, при том все жители младше 18 и старше 65 лет имели совокупный доход, превышающий прожиточный минимум.